# ورننت
ورننت (به ایتالیایی: Vernante) یک کومونه در ایتالیا است که در استان کونیو واقع شده‌است.

## خصوصیات
ورننت ۶۲٫۰ کیلومترمربع مساحت و ۱٬۳۰۷ نفر جمعیت دارد و ۸۰۰ متر بالاتر از سطح دریا واقع شده‌است.